# 24-Stunden-Rennen von Daytona

Streckenlayout des 24-Stunden-Rennens, wie es seit 1985 gefahren wird

Das 24-Stunden-Rennen von Daytona, offiziell Rolex 24 at Daytona, ist ein seit 1966 auf dem Daytona International Speedway in Daytona Beach, Florida ausgetragenes Sportwagenrennen, welches zurzeit Teil der IMSA WeatherTech SportsCar Championship ist.

## Überblick

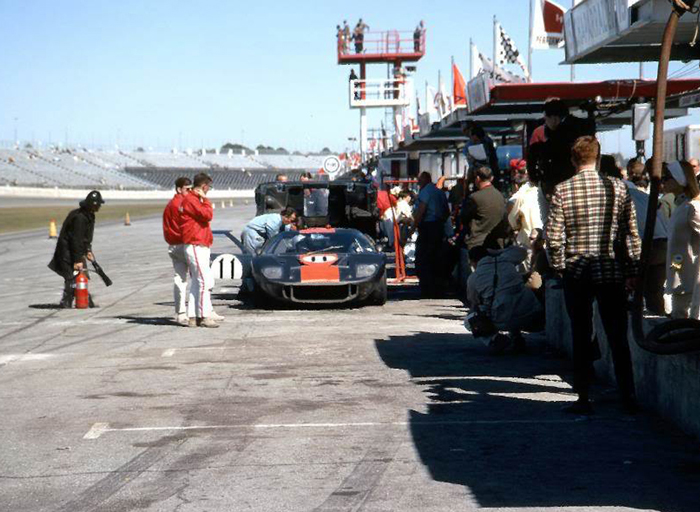
Ford GT40 von J.W. Automotive beim Boxenstopp. Dick Thompson und Jacky Ickx beendeten das Rennen 1967 auf dem sechsten Platz.

Das Rennen stellt jedes Jahr den Saisonauftakt der IMSA WeatherTech SportsCar Championship dar. Innerhalb der Serie ist es Teil des Endurance Cups zu dem die vier längsten Rennen der Serie gehören. Ein oder zwei Wochen vor dem Rennen findet das Roar before the 24 statt. Dabei handelt es sich um eine mehrtägige Testveranstaltung.
Das Rennen findet Ende Januar/Anfang Februar statt, so dass die Nacht wesentlich länger ist als Mitte Juni beim berühmteren 24-Stunden-Rennen von Le Mans. Die Mischung aus den stark überhöhten Kurven des vier Kilometer langen Ovals und den Streckenpassagen im Infield ist für Langstreckenrennen einzigartig. Während der Nacht ist die Beleuchtung des Speedways auf 20 % seiner Maximalleistung eingestellt, so dass die Fahrer noch auf die Scheinwerfer ihrer Autos angewiesen sind. Mit den 12 Stunden von Sebring und den 24 Stunden von Le Mans bildet es die Triple Crown des Langstreckensports.
In dem Rennen treten Teams mit Prototypen und GT-Fahrzeugen an. 2023 nahmen fünf Klassen gleichzeitig teil. Es gab drei Klassen für Prototypen (GTP, LMP2 und LMP3) und zwei für GT3-Fahrzeuge (GTD Pro und GTD). Üblicherweise wechseln sich vier Fahrer am Steuer ab. Durch den frühen Termin nehmen viele Fahrer aus anderen Serien teil. Es starten regelmäßig Fahrer aus NASCAR, IndyCar und europäischen GT-Serien. Nach Le Mans und den 24 Stunden von Spa ist es das 24-Stunden-Rennen mit den meisten Ausgaben.
Das Rennen wird seit 1991 von Rolex gesponsert, die Klassensieger erhalten eine Rolex Daytona-Uhr.

## Geschichte

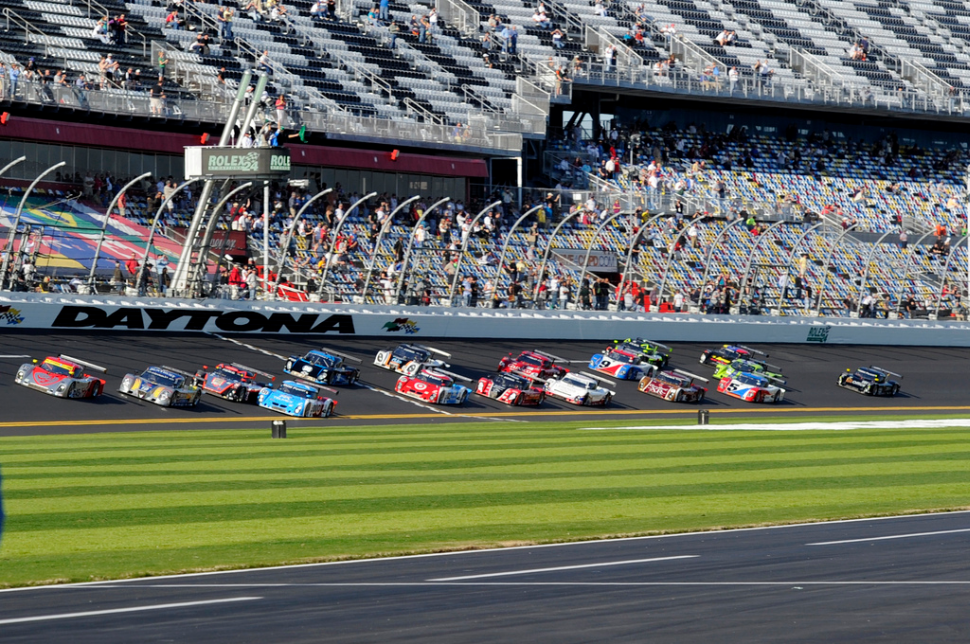
Rennstart der Daytona-Prototypen 2011

Erste Sportwagenrennen (damals noch im Uhrzeigersinn) wurden bereits im Eröffnungsjahr 1959 gefahren. Mit dem 3-Stunden-Rennen von 1962 wurde es Teil der Sportwagen-Weltmeisterschaft. Dieses Rennen ist bekannt für Dan Gurneys Sieg. Mit einem Motorschaden kurz vor Rennende hielt er wenige Zentimeter vor der Ziellinie an. Mithilfe des Anlassers und der 18°-Kurvenüberhöhung überquerte er nach Ablauf der Zeit die Ziellinie. Die Distanz variierte von drei Stunden (1962–1963) bis 2000 Kilometer (1964–1965).
Ab 1966 betrug die Distanz 24 Stunden. Das Duell zwischen Ford und Ferrari entschied Ford im ersten Rennen mit dem GT40 Mk II und den Piloten Ken Miles und Lloyd Ruby für sich. Ford belegte die ersten drei Plätze. Ferrari hat dem Straßensportwagen 365 GTB/4 nach dem Dreifachsieg im Jahr 1967 gegen die GT40 den Beinamen Daytona gegeben. In den ersten Jahren kamen nur wenige Besucher zur Strecke. So wurde oft gescherzt, dass mehr Rennfahrer als Zuschauer an der Strecke seien. An der internationalen Popularität des Rennens änderte das aber nichts. Zu dieser Zeit traten auch viele Formel-1-Fahrer wie z. B. Jacky Ickx, Pedro Rodríguez oder Jo Siffert in Daytona an.
1972 fand das Rennen stattdessen über sechs Stunden statt. Für die Sportwagen-Weltmeisterschaft 1972 trat ein neues Reglement in Kraft und man befürchtete, dass die Prototypen von Ferrari und Alfa Romeo nicht die komplette Distanz überstehen würden. Aus demselben Grund trat Ferrari später im Jahr mit dem 312PB auch nicht in Le Mans an.
Nachdem die International Motor Sports Association (IMSA) 1973 dem ACCUS beigetreten war, durfte sie ab 1974 das Rennen austragen. Weil die USA 1973 im Jom-Kippur-Krieg Israel unterstützten, verhängte OPEC ein Ölembargo. Wegen der folgenden Ölpreiskrise fand das Rennen 1974 nicht statt. Ab 1975 zählte das Rennen zur IMSA-GT-Meisterschaft und blieb bis 1981 weiterhin Teil der Sportwagen-WM. Um die Kosten für europäische Teams durch kürzere Reisen und Renndauern zu senken, war das Rennen ab 1982 kein WM-Lauf mehr.
Von 1977 bis 1983 gewannen Porsche-Fahrzeuge sieben Mal in Folge. Mit dem Sieg des March 83G-Porsche 1984, gab es für Porsche-Motoren bis 1987 elf Siege in Folge. 1997 teilten sich sieben Fahrer den Sieg. Mit dem Ende der IMSA-GT-Meisterschaft nach 1997, war es zunächst ein Rennen in der United States Road Racing Championship und von 2000 bis 2013 in dessen Nachfolgeserie, der Grand-Am Sports Car Series. 2000 setzte sich das Viper Team ORECA und 2001 Corvette Racing mit GT-Fahrzeugen gegen die Prototypen durch.

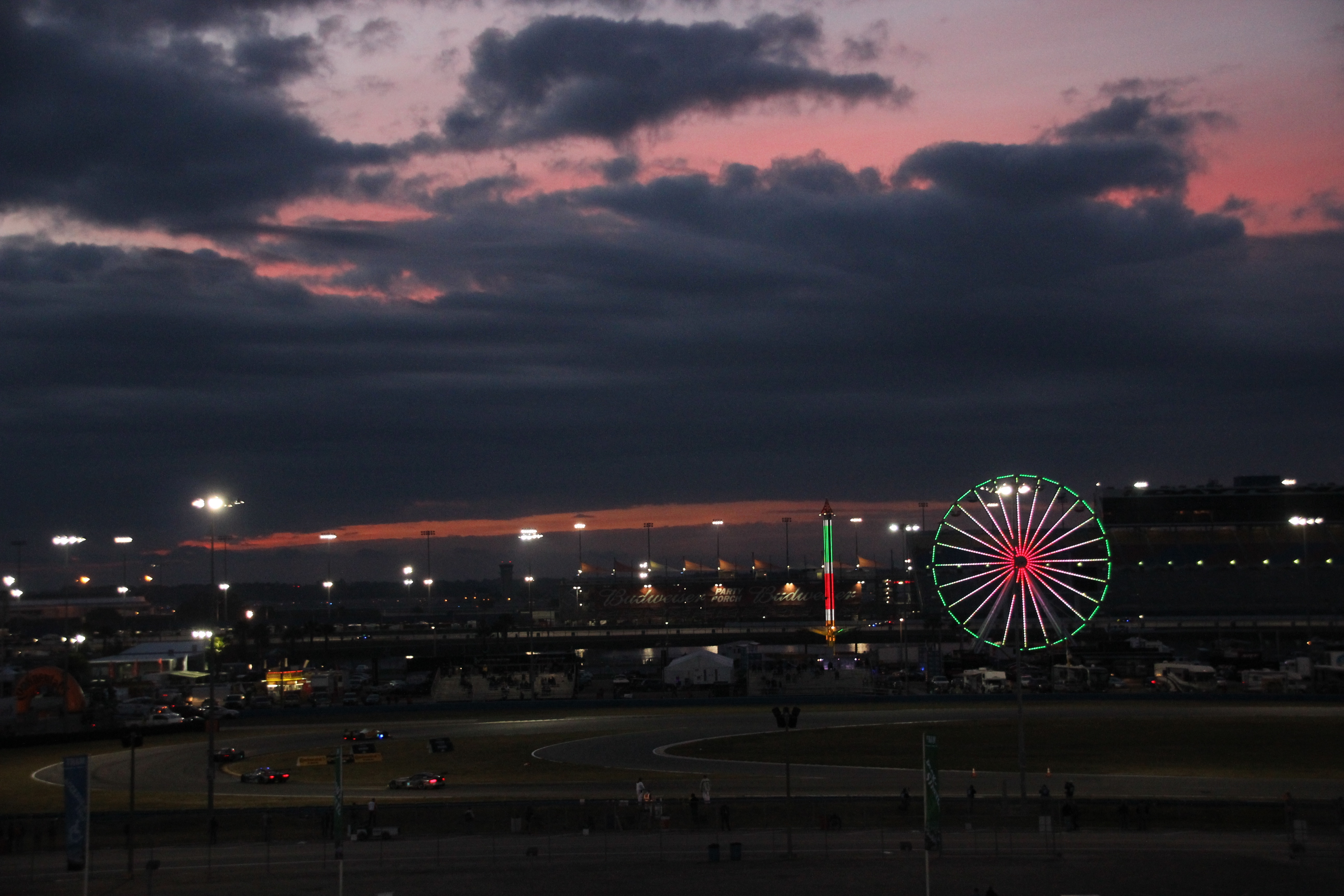
Blick auf den International Horseshoe in der Dämmerung

Je nach Zählung haben Fahrzeuge von Porsche insgesamt 20-mal gewonnen, im Jahr 2003 konnten die Fahrer Jörg Bergmeister und Timo Bernhard mit einem Porsche 996 GT3 RS für das in der GT-Klasse startende Team The Racer's Group den Gesamtsieg erringen. Ein Erfolg gegen die im Jahr 2003 erstmals antretenden Daytona-Prototypen, den die Veranstalter nicht gerne sahen, so dass die Startbedingungen für die GT-Porsche im Jahr 2004 drastisch erschwert wurden, sie aber den Daytona-Prototypen dennoch Paroli bieten konnten.
Auto, motor und sport Redakteur Marcus Schurig fasste die Folgen des unerwarteten 2003er Gesamterfolg in ams-Heft 4/2004 wie folgend zusammen: „(...).So hätte sich die Geschichte fast wiederholt: 2003 konnten Jörg Bergmeister und Timo Bernhard auf einem Porsche 911 GT3 das Rennen gewinnen, 2004 belegte der Orbit-Porsche mit Robin Lidell, Jonny Mowlem, Mike Fitzgerald, Joe und Jay Policastro den zweiten Platz im Gesamtklassement. Und das obwohl der Veranstalter die 911 im Vergleich zu 2003 dramatisch eingebremst hatte: Das Tankvolumen schrumpfte von 100 auf 64 Liter, der Heckspoiler wurde verkleinert, schmalere Reifen vorgeschrieben. „Und wir mussten 90 Kilogramm Gewicht zupacken“, klagte Porsche-Fahrer Jörg Bergmeister. Die Veranstalter wussten offensichtlich was sie taten: Sie hatten schlicht Angst vor einem weiteren Sieg eines GT-Porsche (...)“
Seit dem Zusammenschluss der Grand-Am und ALMS 2014 bildet das Rennen den Auftakt der IMSA WeatherTech SportsCar Championship. Mit einer neuen Klassenstruktur konnten erstmals seit 2002 wieder Fahrzeuge sowohl in Le Mans als auch in Daytona eingesetzt werden. LMP2-Fahrzeuge starteten in der höchsten Klasse und GTE-Fahrzeuge unter der Bezeichnung GTLM an.

## Gesamtsieger
| Jahr | Team                                     | Gesamtsieger                                                                                                 | Fahrzeug                | Distanz (in km) | Meisterschaft                                       |
| ---- | ---------------------------------------- | --- | ----------------------- | --------------- | --------------------------------------------------- |
| 1966 | Shelby-American Inc.                     | Ken Miles Lloyd Ruby                                                                                         | Ford GT40 Mk.II         | 4157,222        | Sportwagen-Weltmeisterschaft                        |
| 1967 | SpA Ferrari SEFAC                        | Lorenzo Bandini Chris Amon                                                                                   | Ferrari 330P4           | 4083,646        | Sportwagen-Weltmeisterschaft                        |
| 1968 | Porsche System Engineering               | Vic Elford Jochen Neerpasch Rolf Stommelen Hans Herrmann Jo Siffert                                          | Porsche 907LH           | 4126,567        | Sportwagen-Weltmeisterschaft                        |
| 1969 | Roger Penske Sunoco Racing               | Mark Donohue Chuck Parsons                                                                                   | Lola T70 Mk.IIIB        | 3838,382        | Sportwagen-Weltmeisterschaft                        |
| 1970 | J.W. Engineering                         | Pedro Rodríguez Leo Kinnunen Brian Redman                                                                    | Porsche 917K            | 4439,279        | Sportwagen-Weltmeisterschaft                        |
| 1971 | J.W. Automotive Engineering              | Pedro Rodríguez Jackie Oliver                                                                                | Porsche 917K            | 4218,542        | Sportwagen-Weltmeisterschaft                        |
| 1972 | SpA Ferrari SEFAC                        | Jacky Ickx Mario Andretti                                                                                    | Ferrari 312PB           | 1189,531        | Sportwagen-Weltmeisterschaft                        |
| 1973 | Brumos Porsche                           | Peter Gregg Hurley Haywood                                                                                   | Porsche Carrera RSR     | 4108,172        | Sportwagen-Weltmeisterschaft                        |
| 1975 | Brumos Porsche                           | Peter Gregg Hurley Haywood                                                                                   | Porsche Carrera RSR     | 4194,015        | Sportwagen-Weltmeisterschaft IMSA-GT-Meisterschaft  |
| 1976 | BMW of North America                     | Peter Gregg John Fitzpatrick Brian Redman                                                                    | BMW 3.0 CSL             | 3368,035        | IMSA-GT-Meisterschaft                               |
| 1977 | Ecurie Escargot                          | John Graves Hurley Haywood Dave Helmick                                                                      | Porsche Carrera RSR     | 4208,499        | Sportwagen-Weltmeisterschaft IMSA-GT-Meisterschaft  |
| 1978 | Brumos Porsche                           | Peter Gregg Toine Hezemans Rolf Stommelen                                                                    | Porsche 935/77          | 4202,319        | Sportwagen-Weltmeisterschaft IMSA-GT-Meisterschaft  |
| 1979 | Interscope Racing                        | Ted Field Hurley Haywood Danny Ongais                                                                        | Porsche 935/79          | 4227,039        | Sportwagen-Weltmeisterschaft IMSA-GT-Meisterschaft  |
| 1980 | L&M Joest Racing                         | Volkert Merl Reinhold Joest Rolf Stommelen                                                                   | Porsche 935J            | 4418,615        | Sportwagen-Weltmeisterschaft IMSA-GT-Meisterschaft  |
| 1981 | Garretson Racing Style Auto              | Bobby Rahal Bob Garretson Brian Redman                                                                       | Porsche 935K3           | 4375,355        | Sportwagen-Weltmeisterschaft IMSA-GTP-Meisterschaft |
| 1982 | JLP Racing                               | John Paul senior John Paul junior Rolf Stommelen                                                             | Porsche 935-JLP3        | 4443,334        | IMSA-GTP-Meisterschaft                              |
| 1983 | Henn's Swap Shop Racing                  | A. J. Foyt Claude Ballot-Léna Bob Wollek Preston Henn                                                        | Porsche 935L            | 3819,167        | IMSA-GTP-Meisterschaft                              |
| 1984 | Kreepy Krauly Racing                     | Sarel van der Merwe Tony Martin Graham Duxbury                                                               | March 83G               | 3986,023        | IMSA-GTP-Meisterschaft                              |
| 1985 | Henn's Swap Shop Racing                  | A. J.Foyt Al Unser Bob Wollek Thierry Boutsen                                                                | Porsche 962             | 4027,673        | IMSA-GTP-Meisterschaft                              |
| 1986 | Löwenbräu Holbert Racing                 | Al Holbert Derek Bell Al Unser junior                                                                        | Porsche 962             | 4079,236        | IMSA-GTP-Meisterschaft                              |
| 1987 | Löwenbräu Holbert Racing                 | Al Holbert Derek Bell Al Unser junior Chip Robinson                                                          | Porsche 962             | 4314,136        | IMSA-GTP-Meisterschaft                              |
| 1988 | Jaguar Racing                            | Raul Boesel Jan Lammers Martin Brundle John Nielsen                                                          | Jaguar XJR-9            | 4359,970        | IMSA-GTP-Meisterschaft                              |
| 1989 | Miller BFGoodrich Busby Racing           | John Andretti Derek Bell Bob Wollek                                                                          | Porsche 962             | 3557,873        | IMSA-GTP-Meisterschaft                              |
| 1990 | Jaguar Racing                            | Andy Wallace Jan Lammers Davy Jones                                                                          | Jaguar XJR-12D          | 4359,970        | IMSA-GTP-Meisterschaft                              |
| 1991 | Joest Racing                             | Frank Jelinski Hurley Haywood Bob Wollek Henri Pescarolo Louis Krages                                        | Porsche 962C            | 4119,341        | IMSA-GTP-Meisterschaft                              |
| 1992 | Nissan Motorsports International         | Masahiro Hasemi Kazuyoshi Hoshino Toshio Suzuki                                                              | Nissan R91CP            | 4365,700        | IMSA-GTP-Meisterschaft                              |
| 1993 | All American Racers                      | P. J. Jones Mark Dismore Rocky Moran                                                                         | Eagle MkIII             | 3999,027        | IMSA-GTP-Meisterschaft                              |
| 1994 | Cunningham Racing                        | Paul Gentilozzi Butch Leitzinger Scott Pruett Steve Millen                                                   | Nissan 300ZX            | 3050,090        | IMSA-GT-Meisterschaft                               |
| 1995 | Kremer Racing                            | Jürgen Lässig Christophe Bouchut Giovanni Lavaggi Marco Werner                                               | Kremer K8 Spyder        | 3953,192        | IMSA-GT-Meisterschaft                               |
| 1996 | Doyle Racing                             | Wayne Taylor Scott Sharp Jim Pace                                                                            | Riley & Scott Mk III    | 3992,298        | IMSA-GT-Meisterschaft                               |
| 1997 | Dyson Racing                             | Andy Wallace Butch Leitzinger John Paul junior James Weaver Rob Dyson Elliott Forbes-Robinson John Schneider | Riley & Scott Mk III    | 3953,192        | IMSA-GT-Meisterschaft                               |
| 1998 | Doran-Moretti Racing                     | Didier Theys Mauro Baldi Arie Luyendyk Giampiero Moretti                                                     | Ferrari 333SP           | 4073,507        | USA-Road-Racing-Meisterschaft                       |
| 1999 | Dyson Racing Team Inc.                   | Andy Wallace Butch Leitzinger Elliott Forbes-Robinson                                                        | Riley & Scott Mk III    | 4056,319        | USA-Road-Racing-Meisterschaft                       |
| 2000 | Viper Team Oreca                         | Olivier Beretta Dominique Dupuy Karl Wendlinger                                                              | Chrysler Viper GTS-R    | 4142,258        | Grand-Am Sports Car Series                          |
| 2001 | Corvette Racing                          | Ron Fellows Chris Kneifel Franck Fréon Johnny O’Connell                                                      | Chevrolet Corvette C5-R | 3758,398        | Grand-Am Sports Car Series                          |
| 2002 | Doran Lista Racing                       | Didier Theys Mauro Baldi Fredy Lienhard Massimiliano Papis                                                   | Dallara SP1             | 4102,153        | Grand-Am Sports Car Series                          |
| 2003 | The Racer's Group                        | Kevin Buckler Michael Schrom Timo Bernhard Jörg Bergmeister                                                  | Porsche 911 GT3-RS      | 3981,839        | Grand-Am Sports Car Series                          |
| 2004 | Bell Motorsports                         | Christian Fittipaldi Terry Borcheller Forest Barber Andy Pilgrim                                             | Doran JE4               | 3013,980        | Grand-Am Sports Car Series                          |
| 2005 | Wayne Taylor Racing                      | Wayne Taylor Max Angelelli Emmanuel Collard                                                                  | Riley Mk.XI             | 4068,300        | Grand-Am Sports Car Series                          |
| 2006 | Target Ganassi Racing                    | Scott Dixon Dan Wheldon Casey Mears                                                                          | Riley Mk.XI             | 4205,820        | Grand-Am Sports Car Series                          |
| 2007 | Telmex Ganassi Racing                    | Juan Pablo Montoya Salvador Durán Scott Pruett                                                               | Riley Mk.XI             | 3826,972        | Grand-Am Sports Car Series                          |
| 2008 | Telmex Ganassi Racing                    | Juan Pablo Montoya Dario Franchitti Scott Pruett Memo Rojas                                                  | Riley Mk.XI             | 3981,839        | Grand-Am Sports Car Series                          |
| 2009 | Brumos Racing                            | David Donohue Antonio García Darren Law Buddy Rice                                                           | Riley Mk.XI             | 4211,009        | Grand-Am Sports Car Series                          |
| 2010 | Action Express Racing                    | João Barbosa Terry Borcheller Ryan Dalziel Mike Rockenfeller                                                 | Riley Mk.XI             | 4326,150        | Grand-Am Sports Car Series                          |
| 2011 | Telmex Chip Ganassi Racing               | Joey Hand Graham Rahal Scott Pruett Memo Rojas                                                               | Riley Mk.XX             | 4125,600        | Grand-Am Sports Car Series                          |
| 2012 | Michael Shank Racing with Curb-Agajanian | A. J. Allmendinger Oswaldo Negri John Pew Justin Wilson                                                      | Riley Mk.XXVI           | 4359,970        | Grand-Am Sports Car Series                          |
| 2013 | Chip Ganassi Racing                      | Juan-Pablo Montoya Charlie Kimball Scott Pruett Memo Rojas                                                   | Riley Mk.XXVI           | 4359,970        | Grand-Am Sports Car Series                          |
| 2014 | Action Express Racing                    | João Barbosa Christian Fittipaldi Sebastien Bourdais Burt Frisselle                                          | Corvette DP             | 3.982,35        | United SportsCar Championship                       |
| 2015 | Chip Ganassi Racing                      | Scott Dixon Tony Kanaan Kyle Larson Jamie McMurray                                                           | Riley DP                | 4.239,656       | United SportsCar Championship                       |
| 2016 | Tequila Patrón ESM                       | Ed Brown Johannes van Overbeek Scott Sharp Luís Felipe Derani                                                | Ligier JS P2            | 4.216,739       | IMSA WeatherTech SportsCar Championship             |
| 2017 | Wayne Taylor Racing                      | Max Angelelli Jeff Gordon Jordan Taylor Ricky Taylor                                                         | Cadillac DPi-V.R        | 3.776,07        | IMSA WeatherTech SportsCar Championship             |
| 2018 | Mustang Sampling Racing                  | João Barbosa Christian Fittipaldi Filipe Albuquerque                                                         | Cadillac DPi            | 4.602,36        | IMSA WeatherTech SportsCar Championship             |
| 2019 | Wayne Taylor Racing                      | Fernando Alonso Kamui Kobayashi Jordan Taylor Renger van der Zande                                           | Cadillac DPi            | 3.397,454       | IMSA WeatherTech SportsCar Championship             |
| 2020 | Wayne Taylor Racing                      | Ryan Briscoe Kamui Kobayashi Scott Dixon Renger van der Zande                                                | Cadillac DPi            | 4.772,477       | IMSA WeatherTech SportsCar Championship             |
| 2021 | Wayne Taylor Racing                      | Ricky Taylor Filipe Albuquerque Alexander Rossi Hélio Castroneves                                            | Acura DPi               | 4.623,517       | IMSA WeatherTech SportsCar Championship             |
| 2022 | Meyer Shank Racing with Curb-Agajanian   | Tom Blomqvist Oliver Jarvis Simon Pagenaud Hélio Castroneves                                                 | Acura DPi               | 4.359,970       | IMSA WeatherTech SportsCar Championship             |
| 2023 | Meyer Shank Racing with Curb-Agajanian   | Tom Blomqvist Colin Braun Simon Pagenaud Hélio Castroneves                                                   | Acura ARX-06            | 4.486,014       | IMSA WeatherTech SportsCar Championship             |
| 2024 | Porsche Penske Motorsport                | Matt Campbell Felipe Nasr Dane Cameron Josef Newgarden                                                       | Porsche 963             | 4.508,000       | IMSA WeatherTech SportsCar Championship             |
| 2025 | Porsche Penske Motorsport                | Felipe Nasr Nick Tandy Laurens Vanthoor                                                                      | Porsche 963             | 4.474,556       | IMSA WeatherTech SportsCar Championship             |

Anmerkungen
1. ↑  Das Rennen wurde nach einem Unfall für 1:26 Stunden mit roter Flagge unterbrochen

## Statistiken
Porsche hat die meisten Gesamtsiege beim 24-Stunden-Rennen von Daytona erzielt. Davon geschahen elf als Motorenhersteller in unmittelbarer Folge von 1977 bis 1987.2
| Platz | Konstrukteur       | Sieg(e) | Jahr(e)                                                                |
| ----- | ------------------ | ------- | ---------------------------------------------------------------------- |
| 1     | Porsche            | 20      | 1968, 1970–71, 1973, 1975, 1977–83, 1985–87, 1989, 1991, 2003, 2024–25 |
| 2     | Riley Technologies | 10      | 2005–13, 2015                                                          |
| 3     | Cadillac           | 4       | 2017–20                                                                |
| 4     | Ferrari            | 3       | 1967, 1972, 1998                                                       |
| 4     | Riley & Scott      | 3       | 1996–97, 1999                                                          |
| 4     | Acura              | 3       | 2021–23                                                                |
| 7     | Jaguar             | 2       | 1988, 1990                                                             |
| 7     | Nissan             | 2       | 1992, 1994                                                             |
| 7     | Chevrolet          | 2       | 2001, 2014                                                             |
| 10    | Ford               | 1       | 1966                                                                   |
| 10    | Lola Cars          | 1       | 1969                                                                   |
| 10    | BMW                | 1       | 1976                                                                   |
| 10    | March Engineering  | 1       | 1984                                                                   |
| 10    | Toyota             | 1       | 1993                                                                   |
| 10    | Kremer Racing      | 1       | 1995                                                                   |
| 10    | Dodge              | 1       | 2000                                                                   |
| 10    | Dallara            | 1       | 2002                                                                   |
| 10    | Doran Racing       | 1       | 2004                                                                   |
| 10    | Ligier             | 1       | 2016                                                                   |

Der US-amerikanische Rennfahrer Hurley Haywood hat die meisten Gesamtsiege beim 24-Stunden-Rennen von Daytona erzielt – alle mit Fahrzeugen der Marke Porsche. Mit seinem Sieg 2013 zog Scott Pruett gleich.
| Platz | Fahrer               | Siege | Jahre                        |
| ----- | -------------------- | ----- | ---------------------------- |
| 1     | Hurley Haywood       | 5     | 1973, 1975, 1977, 1979, 1991 |
| 1     | Scott Pruett         | 5     | 1994, 2007, 2008, 2011, 2013 |
| 3     | Peter Gregg          | 4     | 1973, 1975, 1976, 1978       |
| 3     | Rolf Stommelen       | 4     | 1968, 1978, 1980, 1982       |
| 3     | Bob Wollek           | 4     | 1983, 1985, 1989, 1991       |
| 6     | Derek Bell           | 3     | 1986, 1987, 1989             |
| 6     | Butch Leitzinger     | 3     | 1994, 1997, 1999             |
| 6     | Juan Pablo Montoya   | 3     | 2007, 2008, 2013             |
| 6     | Brian Redman         | 3     | 1970, 1976, 1981             |
| 6     | Memo Rojas           | 3     | 2008, 2011, 2013             |
| 6     | Andy Wallace         | 3     | 1990, 1997, 1999             |
| 6     | Christian Fittipaldi | 3     | 2004, 2014, 2018             |
| 6     | João Barbosa         | 3     | 2010, 2014, 2018             |
| 6     | Scott Dixon          | 3     | 2006, 2015, 2020             |
| 6     | Hélio Castroneves    | 3     | 2021, 2022, 2023             |

2 Die Statistiken beginnen erst ab der Renndauer von 24 Stunden; also ab 1966.